# Thomas Lundeberg
Thomas Lundeberg, född 1953 i Stockholm, är en svensk läkare och medicinsk forskare. Han har bedrivit forskning inom smärtbehandling med inriktning mot fysikaliska behandlingsmetoder samt biokemiska analys. Lundeberg har även författat läroböcker inom fysiologi, smärta och akupunktur.   

## Utbildning och karriär
Lundeberg blev specialistkompetent i medicinsk rehabilitering 1997 och i smärtlindring 1999. Han blev 2003 överläkare i rehabiliteringsmedicin vid Karolinska universitetssjukhuset, och flyttade 2004 till Danderyds sjukhus när avdelningen flyttades dit.
Lundeberg disputerade 1983 i fysiologi vid Karolinska Institutet (KI) på en doktorsavhandling om vibrationsbehandling vid kronisk smärta. Han blev docent i fysiologi vid KI 1988 och universitetslektor 1998. I sin undervisning ägnade han sig framför allt åt grundutbildningen i fysiologi för sjukgymnaststuderande. Han befordrades till professor i fysiologi vid KI 2001, och lämnade tjänsten 2003.
1992 inledde Lundeberg ett samarbete med farmakologen Kerstin Uvnäs Moberg vid Karolinska Institutet, sedermera Sveriges lantbruksuniversitet, gällande hormonet oxytocin. Uvnäs Mobergs forskning gällde oxytocin och detta hormons koppling till välbefinnande, och har fått omfattade populärvetenskaplig uppmärksamhet, särskilt i Sverige. Samarbetet ledde till att de gemensamt startade ett företag med hjälp av Karolinska Innovation och sökte ett flertal patent tillsammans.

## Anklagelser om forskningsfusk
Från 2002 till 2006 var Lundeberg föremål för flera utredningar kring forskningsfusk efter anmälningar från just Kerstin Uvnäs Moberg och Kurt Björkholm, som till stor del gällde delar av de patent som kommit till i det samarbete som startats med Uvnäs Moberg, och som senare kom att präglas av motsättningar mellan dessa två. Kerstin Uvnäs Moberg och Kurt Björkholm kom att göra mer än 200 anmälningar mot Lundeberg. Från 2006 har Lundeberg och andra forskare i sin tur kritiserat utredningarna för att inte vara rättssäkra och inte gett Lundeberg tillräckliga möjligheter att försvara sig.
Inledningen kom med tre anmälningar mot Lundeberg i juni 2002 som ledde till att en granskning inleddes av Karolinska Institutets etiska råd, gällande påstått plagiat (av egna texter) och djuretiska frågor. Det etiska rådet kom fram till att Lundeberg hade plagierat sin egen text  och han förbjöds att leda djurförsök (trots att han frikänts i en polisutredning och att de djurförsök som kritiserats utförts av den anmälande kollegans egen doktorand), men fick behålla sitt jobb som professor. 
I oktober 2003 lämnade Lundeberg sin tjänst som professor vid KI efter att ha samtalat med KI:s dåvarande rektor Hans Wigzell samt forskningsdekanus Jan Carlstedt-Duke, och fortsatte som överläkare vid Karolinska universitetssjukhuset. Lundeberg menar att han lämnade professorstjänsten på grund av hans doktorander och medarbetare samt närstående drabbades av de anklagelser som riktades mot honom, snarare än till följd av forskningsfusk och andra oegentligheter. Han menade också att enbart en anmälan om fusk gjorde det omöjligt att få fortsatta forskningsanslag, vilket även bekräftades vid samtalet med Wigzell och Carlstedt-Duke.
Några månader senare, i mars 2004, skickade Karolinska Institutet delar av ärendet vidare till Vetenskapsrådets (VR) expertgrupp för oredlighet i forskning, trots att Lundeberg då alltså lämnat sin tjänst vid KI. Motivet var att ytterligare anmälningar inkommit från Uvnäs Moberg och Kurt Björkholm. Beslutet att låta VR göra en ytterligare bedömning av delar av anklagelserna mot Lundeberg fattades av KI:s nya rektor, Harriet Wallberg-Henriksson, och gällde möjliga avvikelser från god vetenskaplig sed. Ärendet omfattade utöver Lundeberg en av hans tidigare doktorander, en tandläkare som disputerat med godkänt resultat 1 juni 2001. Anklagelserna mot Lundeberg gällde att han i djuretiska ansökningar hade plagierat text från Uvnäs Moberg och samarbetspartners ansökningar, kopierat textavsnitt, rörande material och metod, mellan forskargruppens egna artikelmanuskript, ha tillämpat en praxis där forskargruppens medlemmar satts som medförfattare  och ha baserat patentansökningar på experiment som av Uvnäs Moberg och Kurt Björkholm påstods aldrig ha genomförts. De patent som granskningen gällde hade kopplingar till företagen Entretech och Eustasia. Patenten övertogs sedan av företaget Peptonic medical med Kerstin Uvnäs Moberg, Kurt Björkholm och efter en tid Andris Kreicbergs, en av de ursprungliga anmälarna av Lundeberg. Peptonic medical försöker kommersialisera patenten rörande utnyttjandet av hormonet oxytocin.
Vetenskapsrådet utsåg 7 december 2004 tre sakkunniga för granskningen i fallet med Lundeberg och hans tidigare doktorand, i form av Rolf Andersson, Gunnar Bergendahl och Sighild Westman Naeser. Granskningen kom initialt att ledas av  forskningsdekanus Jan Carlstedt-Duke på Karolinska Institutet och granskningen drog ut på tiden. De sakkunniga lämnade 24 januari 2006 ett 24-sidigt utlåtande, och 18 maj 2006 lämnade Vetenskapsrådets expertgrupp för oredlighet i forskning sitt utlåtande efter att ha träffat både Lundeberg, en av Lundeberg inkallad patentjurist, och den tidigare doktoranden, som gavs möjlighet att bemöta de sakkunnigas inledande utlåtande. Expertgruppen bestod av Kjerstin Nordborg som ordförande, Birgitta Forsman, Dan Larhammar och Birgitta Strandvik. Slutsatsen från expertgruppen blev att såväl Lundeberg som hans tidigare doktorand inte ansågs ha följt god vetenskaplig sed.
I sitt utlåtande pekar VR bland annat på att arbetstempot vid Lundebergs laboratorium var högt. Utöver forskningen och handledningen inom forskarutbildningen, samt att hitta finansiering för forskargruppen, hade han också engagemang som kliniskt arbetande läkare, läroboksförfattare, undervisning i grundutbildningen och vid externa kurser. Därutöver fanns också ett engagemang med Uvnäs Moberg och patentansökningar. VR menar att detta sammantaget kan ha bidragit till att handledningen och uppföljningen av doktorander blev lidande något som dock bestreds av Lundebergs egna doktorander, och blev en bidragande faktor till vissa av de fall där Lundeberg och hans tidigare doktorand inte ansågs ha följt god vetenskaplig sed. Bedömare utanför universitetsvärlden påpekade att Lundebergs omfattande engagemang kunde ses som en produkt av statens styrningar av universiteten från 1990-talet, med ökad prioritering av tredje uppgiften och behov även för etablerade forskare att hitta sin egen finansiering.
Eftersom Lundeberg inte längre var anställd vid KI 2006, så ledde Vetenskapsrådets utlåtande inte till några åtgärder från KI mot honom. Utlåtandet påverkade, enligt VR heller inte hans anställning som överläkare vid Danderyds sjukhus, eftersom ingen kritik framförts mot hans kliniska verksamhet.

## Kritik mot utredningen
Lundeberg har genomgående hävdat att han följt god forskningssed, och att forskningen vid hans laboratorium följt den praxis som andra forskare följer. När de sakkunnigas utlåtande blev känt i januari 2006 tillbakavisade Lundeberg många av påståendena i granskningen. Andra forskare tog också Lundeberg i försvar, bland annat KI-professorerna Mats Ulfendahl och Bo Rydqvist.
De synpunkter som Lundeberg och de övriga forskarna framförde ledde dock inte till någon ändring, utan Vetenskapsrådets expertgrupp kom i maj 2006 fram till samma slutsats som de sakkunniga, att Lundeberg inte hade följt god vetenskaplig sed. Lundeberg anförde i samband med detta att han svarat på alla frågor och bemött de sakkunnigas kritik, men att VR inte verkade beaktat hans svar, vilket fick honom att känna sig rättslös.
Lundeberg har bland annat framhållit att anklagelserna har sitt ursprung i konflikter om patent och personliga motsättningar mellan honom och Kerstin Uvnäs Moberg och att Karolinska Institutet skall ha låtit sig styras av Uvnäs Moberg i sin utredning. Han och andra seniora forskare menar också att anledningen till att viss försöksdokumentation, som var mer än 10 år gammal, saknades var att denna, liksom flera andra kollegors dokumentation, oavsiktligt slängts av flyttbolaget i samband med en flytt av en av KI:s institutioner. KI:s dekanus för forskning, Jan Carlstedt-Duke, menade dock att Lundeberg som ledare för forskargruppen har ansvaret för att dokumentationen finns. Lundeberg och andra professorer har också invänt mot Jan Carlsted-Dukes och Vetenskapsrådets slutsats att de beskrivna försöken med käkleder på råttor skulle varit omöjliga att genomföra efter att själva har lyckats genomföra motsvarande försök. Vidare har kritik framförts mot att patentansökningar granskats efter de kriterier som används för vetenskapligt arbete.
Lundeberg försökte därefter få Vetenskapsrådets utlåtande och Karolinska Institutets beslut upphävda på juridisk väg genom att överklaga dem till Länsrätten i Stockholms län. Länsrätten avvisade överklagandet med motivet att utlåtandet inte hade några rättsverkningar mot honom eller i övrigt kunde anses utgöra ett ingrepp i hans personliga eller ekonomiska ställning på ett sådant sätt att det gick att överklaga. Han överklagade då till Kammarrätten i Stockholm som kom fram till samma sak som Länsrätten, och därefter till Regeringsrätten, som inte gav prövningstillstånd.
Utredningarna har senare även kritiserats av andra forskare, som fokuserat på processen kring Vetenskapsrådets bedömning och rättsosäkerheten i denna, bland annat Ola Stenqvist.
2009 kom KI-professorn Johan Thyberg ut med en bok om utredningen av Lundeberg med titeln Forskningsfusk eller rättsövergrepp. Han gör en detaljerad genomgång av alla turer i ärendet, och ägnar bland annat stort utrymme åt Uvnäs Mobergs agerande. Thybergs slutsatser är att Karolinska institutets och Vetenskapsrådets agerande är uttryck för ett allvarligt rättsövergrepp, bland annat genom att de principer som gäller vid rättegångar i brottmål inte följts vid KI:s och VR:s granskning och att Lundeberg inte kunnat få till någon omprövning genom att överklaga till domstol. Thyberg skriver bland annat att "Ordet rättsskandal är i underkant för att beskriva det inträffade."
Vetenskapsrådet besvarade kritiken i Thybergs bok i ett särskilt uttalande, där de menar att Thybergs bok innehåller flera felaktigheter och utelämnar relevant information i fallet, samt att den baserar sig på missförstånd kring juridiska frågor. Bland annat skriver VR att "[Thyberg] anför att han inte är ute efter att klargöra om Thomas Lundeberg gjort sig skyldig till forskningsfusk eller inte, utan att han vill granska själva granskningsprocessen. I genomgången sedan menar Thyberg att det inte finns någon grund för anklagelserna. 2014 publicerade Thyberg en uppföljning av sin bok från 2009 under titeln Uppdatering av en rättsskandal. I boken beskrivs händelseutvecklingen sedan 2009 och VR:s hantering av ett annat fall, det så kallade Holgersson-ärendet, där VR:s expertgrupp fällde Holgersson för "mycket grovt forskningsfusk". Vetenskapsrådets hantering av ärendet kom att kritiseras och efter en externutredning återkallades beslutet. Tre externa utredare tillsattes och mycket stark kritik mot VR:s egen expertgrupp och deras arbete kom att riktas. Thyberg besvarar också VR:s kommentarer om hans bok från 2009.
2012 begärde Lundeberg att Vetenskapsrådet, på basis av vad som framkommit i Holgersson ärendet, skulle ompröva sitt ställningstagande från 2006, vilket VR avvisade. Lundeberg anmälde då VR till Justitieombudsmannen, som inte vidtog några åtgärder med anledning av anmälan.

## Andra aspekter av utredningen
I början av 2004, då KI lämnade Lundebergs ärende till Vetenskapsrådet, tillsatte den nya rektorn Wallberg-Henriksson även en utredning om etik i forskning. Detta ledde till t regler kring många etiska frågeställningar, vilket bland annat innebar att skriftligt kodifiera god praxis. Bland annat infördes en regel om att alla dokument som legat till grund för forskningsresultat skulle sparas i minst tio år efter att resultaten publicerats. Karolinska Institutets, dess etiska råd och den tidigare forskningsdekanusen Jan Carlstedt-Duke  hantering av  anklagelser om forskningsfusk har dock kommit att starkt ifrågasättas i samband med det så kallade KI-fallet rörande kirurgen Machiarini. Grova felbedömningar har medgivits av avgående rektor Anders Hamsten och dåvarande forsknings dekanus, vilka ställt sina platser till förfogande. Rektorsrådet Jan Carlstedt-Duke har ej längre tillförordnad rektors förtroende att fortsätta som rektors råd. 